# Championnats du monde de biathlon 1959
Les Championnats du monde de biathlon 1959 se tiennent à Courmayeur (Italie), le 21 février 1959.

## Résultats
| Épreuve            | Or                                                                      | Argent                                    | Bronze                                          |
| 20 km individuel H | Vladimir Melanine                                                       | Dimitri Sokolov                           | Sven Agge                                       |
| Par équipes        | Union soviétique Vladimir Melanine Dimitri Sokolov Valentin Pschenitsyn | Suède Sven Agge Adolf Wiklund Sture Ohlin | Norvège Knut Wold Henry Hermansen Ivar Skogsrud |

Note : Une seule épreuve disputée pour deux catégories. Classement par équipes obtenu par addition des 3 meilleurs temps individuels de chaque nation. 2 minutes de pénalité pour chaque tir manqué.

## Tableau des médailles
| Médailles | Pays             | Or | Argent | Bronze | Ensemble |
| --------- | ---------------- | -- | ------ | ------ | -------- |
| 1         | Union soviétique | 2  | 1      | 0      | 3        |
| 2         | Suède            | 0  | 1      | 1      | 2        |
| 3         | Norvège          | 0  | 0      | 1      | 1        |